# Tillandsia beutelspacheri
Tillandsia fasciculata là một loài thuộc chi Tillandsia. Đây là loài bản địa của México.

## Hình ảnh

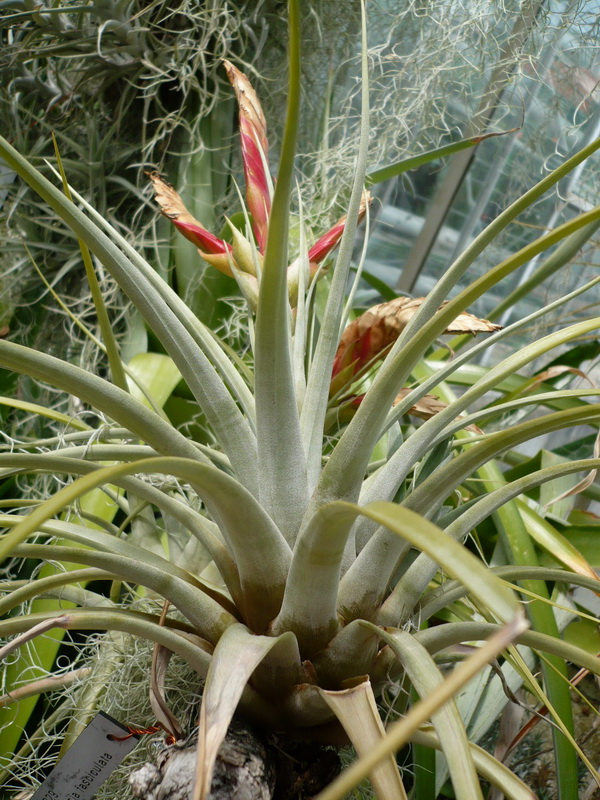
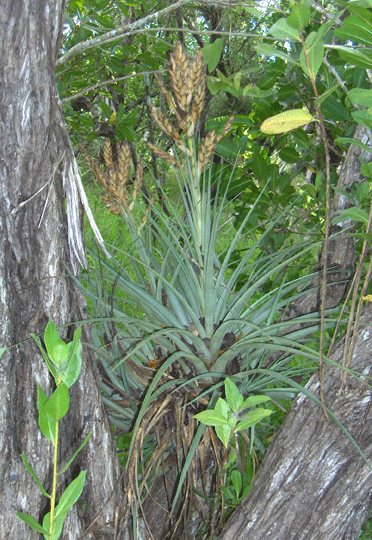
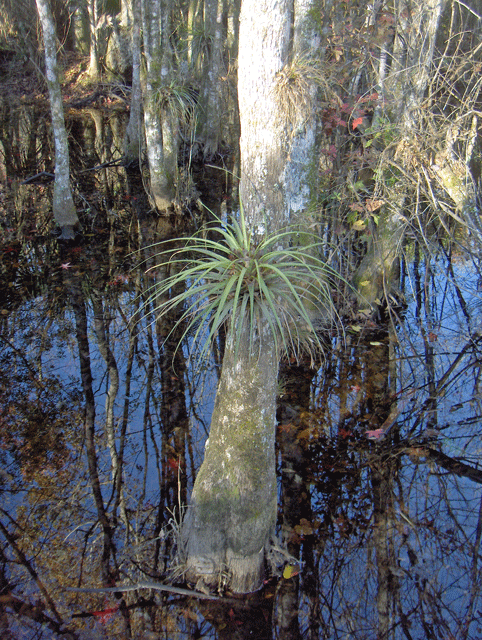
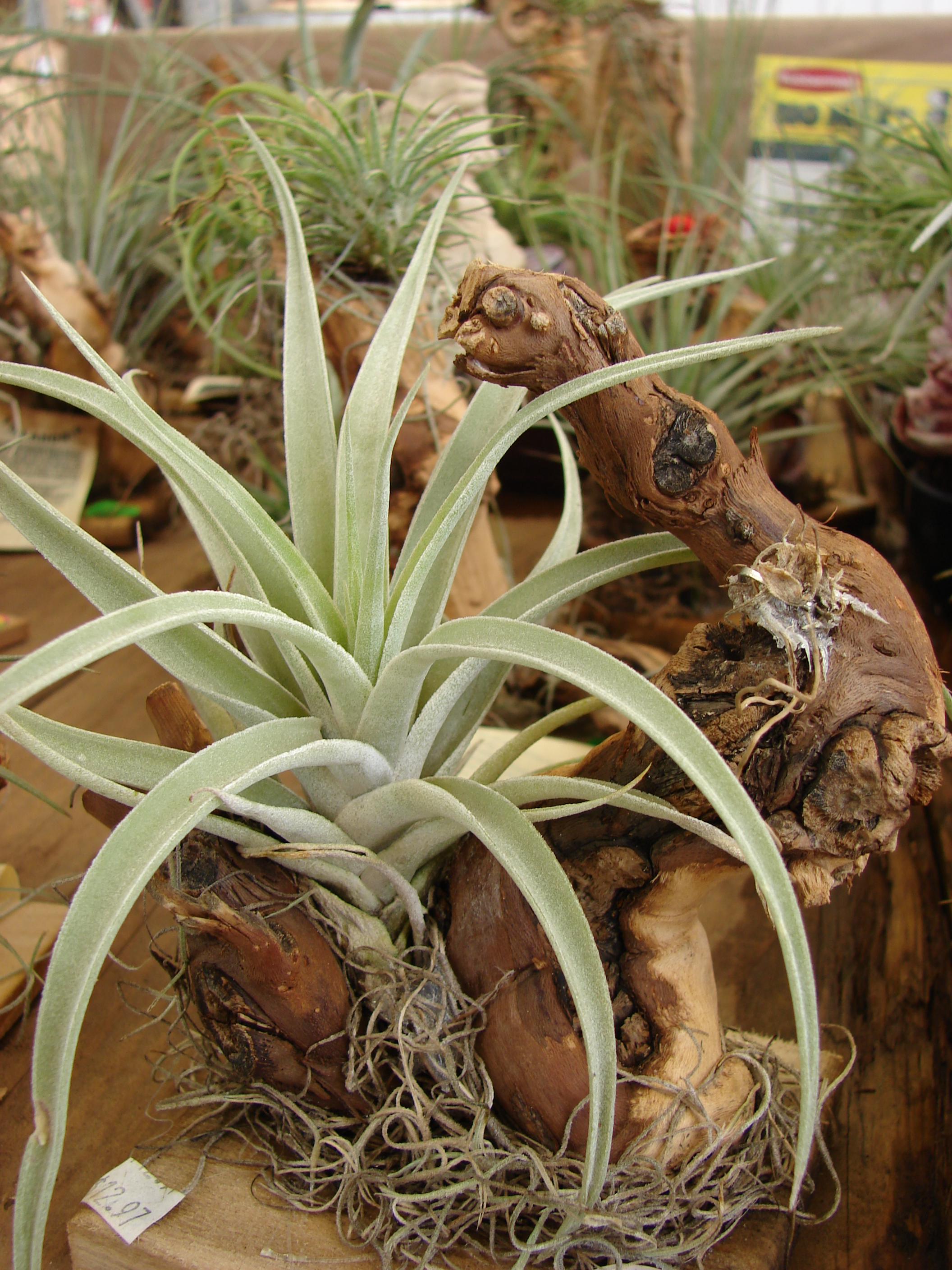

## Giống
- Tillandsia 'Midhurst'
- Tillandsia 'Nedra'